# Holotrichia sorsogona
Holotrichia sorsogona är en skalbaggsart som beskrevs av Chapin 1931. Holotrichia sorsogona ingår i släktet Holotrichia och familjen Melolonthidae. Inga underarter finns listade i Catalogue of Life.